# Santiago de Calpi
Santiago de Calpi, oder kurz: Calpi, ist eine Ortschaft und eine Parroquia rural („ländliches Kirchspiel“) im Kanton Riobamba der ecuadorianischen Provinz Chimborazo. Die Parroquia besitzt eine Fläche von 53,53 km². Die Einwohnerzahl lag im Jahr 2010 bei 6469.

## Lage
Der 3090 m hoch gelegene Hauptort Santiago de Calpi befindet sich 11 km westnordwestlich der Provinzhauptstadt Riobamba. Die Fernstraße E35 (Riobamba–Guamote) führt durch Santiago de Calpi. Die E492 zweigt in Santiago de Calpi nach Westen ab und führt nach Guaranda. Die Bahnstrecke von Riobamba nach Guamote führt durch Santiago de Calpi. Das Areal befindet sich am Fuße der südsüdöstlichen Ausläufer des Vulkans Chimborazo. Der Río Chibunga fließt entlang der südlichen Verwaltungsgrenze nach Osten.
Die Parroquia Santiago de Calpi grenzt im Norden und im Nordosten an die Parroquia San Andrés (Kanton Guano), im Südosten an die Parroquia Licán, im Süden an Villa La Unión (Kanton Colta) sowie im Westen an die Parroquia San Juan.

## Geschichte
Die Parroquia wurde am 13. November 1830 als Teil des Kantons Guano gegründet. Im Jahr 1846 wurde die Parroquia in den Kanton Riobamba überführt.